# Soukhoï Su-1
Su-1 et Su-3 (Су-1/Су-3) sont les désignations de deux prototypes d'avions de chasse soviétiques construits pendant la Seconde Guerre mondiale par le bureau d'études Soukhoï.

## Développement
À la suite de la demande de la VVS pour un chasseur monoplace équipé d'un moteur Klimov à refroidissement liquide et d'un turbocompresseur TC-2 à deux niveaux, le bureau d'études Soukhoï conçut deux prototypes nommés I-135 (en russe : Истребитель И-135) L’avion était un chasseur de moyenne altitude, son turbocompresseur et quelques innovations lui permettaient un plafond plutôt haut, toutefois l'absence de cabine pressurisée l'empêchait d’évoluer à de très hautes altitudes.
Il fut décidé de construire deux prototypes. Le premier prototype, appelé Su-1 à partir de décembre 1940, fut terminé le 25 mai 1940 à l’usine no 135. L’appareil vola pour la première fois le 15 juin avec A.P. Tchernavski comme pilote, les tests continuèrent jusqu’au 3 août, date à laquelle Tchernavski endommagea l’avion en se posant avec le train d'atterrissage rentré. Une fois les réparations finies mi-septembre, les tests reprirent avec cette fois P.M. Popelnyushenko aux commandes. Les tests continuèrent jusque fin avril, mais le manque de fiabilité des turbocompresseurs TC-2 fit que l’appareil n’était pas au même niveau que le Yakovlev I-26, déjà en production. Le programme fut arrêté le 16 avril 1941 par le gouvernement, avant que le deuxième prototype, nommé Su-3, ne puisse être testé.

### Aéronefs comparables
Yakovlev Yak-1

### Ordre de désignation
Su-1 - Su-2 - Su-3 - Su-4 - Su-5 - Su-6 - Su-7